# 天普市
天普市或天普城（英語：Temple City；中文又音译为坦普爾城）是位於美国加利福尼亚州洛杉磯郡、中上階層聚居的小城市。2000年人口為33,377人。該市最早名為「天普」（City of Temple），惟郵局時常將此地與亞利桑那州鳳凰城郊區的「坦普」（Tempe）混淆，因此更名為較完整的「天普市」（City of Temple City）。
近一、二十年來，該市亞裔人口持續成長，其中又以來自臺灣的移民為主。有趣的是，臺灣移民的增加為該市帶來了與婚禮相關的商業活動。
該市在政治和社會議題上趨向保守。產生有兩位華裔市議員，分別是來自臺灣、前任的汪嵩之女士和來自香港的喻穎章先生。

## 公共交通
天普市的公共交通主要由LA Metro运营，Metro Local 78路行经横贯天普市的Las Tunas Drive，从天普市坐78路到洛杉矶市中心约50-60分钟。78路发车频率为工作日早高峰6-20分钟一班，工作日平峰及周末白天均为15-30分钟一班。
Metro Local 79路行走于Huntington Drive，从天普市坐79路到到洛杉矶市中心约45分钟，79路发车频率为工作日高峰15-30分钟一班，工作日平峰及周末白天每30-40分钟一班。
Metro Local 266路行走于南北贯穿天普市的Rosemead Blvd，每30-40分钟一班，可接驳洛杉矶轻轨L线（原称金线）的Sierra Madre Villa站。
天普市也有直达快车Metro Express 487（全周运行）及489路（只在工作日早晚高峰运行）走El Monte Busway直接前往洛杉矶市中心，沿途只停Cal State LA和USC Medical Center两站。具体线路班次及票价信息可查询LA Metro官网 （页面存档备份，存于）。此外，谷歌地图，苹果IOS自带地图以及Transit App均可查询巴士及轨交的站点和班次信息。